# Gaycation
Gaycation est une série documentaire télévisée américaine de 2016 animée par Elliot Page et Ian Daniel. La série est créée le 2 mars 2016 sur Viceland dans le cadre du lancement de la nouvelle chaine. La série explore les cultures LGBTQ à travers le monde, alors que Page et Daniel rencontrent différentes personnes au cours de leurs voyages et écoutent leurs histoires.

## Développement
Gaycation est introduit dans le cadre du lancement de la programmation de la nouvelle chaîne de Vice Media, Viceland. La série part d'une initiative de Spike Jonze, qui en tant que coprésident de Viceland, a approché Elliot Page et lui a demandé de donner des idées d'émissions pour la nouvelle chaîne; il a suggéré un spectacle itinérant avec une perspective LGBT. Jonze a recommandé que Page soit accompagné d'un compagnon pendant la série, Page a proposé Ian Daniel, un ami personnel qui avait de l'expérience en tant que conservateur d'art et a travaillé comme directeur des programmes artistiques à The Civilians Theatre Company.
La série a été renouvelée pour une deuxième saison en 2016.

## Production
Le tournage de la première saison a commencé en juin 2015 à New York[réf. à confirmer]. La tentative de Page d'interviewer Ted Cruz à l'Iowa State Fair est enregistrée par des passants et est devenue virale,. L'échange est apparu dans l'épisode américain de la série. Chacun des épisodes a été mis à disposition pour être visionné en ligne peu de temps après leur première.
Le tournage de la saison 2 a commencé en mars 2016. Un épisode spécial diffusé le 24 août 2016, se concentrant sur les conséquences de la fusillade de masse survenue à la discothèque Pulse à Orlando, en Floride. La deuxième saison a commencé à être diffusée le 7 septembre 2016,. En janvier 2017, la série a été nommée pour un GLAAD Media Award for Outstanding Reality Program.

## Aperçu de la série
| Saison | Saison  | Épisodes | Première de la saison | Saison finale     |
| ------ | ------- | -------- | --------------------- | ----------------- |
|        | 1       | 4        | 2 mars 2016           | 23 mars 2016      |
|        | Spécial | Spécial  | 24 août 2016          | 24 août 2016      |
|        | 2       | 4        | 7 septembre 2016      | 28 septembre 2016 |
|        | Spécial | Spécial  | 30 avril 2017         | 30 avril 2017     |

## Distinctions
| Année | Award                      | Catégorie                                | Nomination | Résultat   | Ref.   |
| ----- | -------------------------- | ---------------------------------------- | --- | ---------- | ------ |
| 2016  | 68th Primetime Emmy Awards | Outstanding Unstructured Reality Program | Elliot Page, Spike Jonze, Nomi Ernst Leidner, Brendan Fitzgerald, Patrick Moses, Shane Smith, Eddy Moretti, William Fairman, Niharika Desai, Alex Braverman | Nomination | [ 12 ] |
| 2017  | 32e Imagen Awards          | Best Informational Program               | Gaycation | Lauréat    | [ 13 ] |
| 2017  | 2017 Gold Derby Awards     | Reality Host                             | Elliot Page et Ian Daniel | Nomination | [ 14 ] |
| 2017  | 69th Primetime Emmy Awards | Outstanding Unstructured Reality Program | Elliot Page, Ian Daniel, Spike Jonze, Niharika Desai, Nomi Ernst Leidner, Bernardo Loyola, Shane Smith, Eddy Moretti                                        | Nomination | [ 15 ] |
| 2017  | 28th GLAAD Media Awards    | Outstanding Reality Program              | Gaycation | Nomination | [ 16 ] |
| 2018  | 29th GLAAD Media Awards    | Outstanding Reality Program              | Gaycation | Nomination | [ 17 ] |